# 210-я моторизованная дивизия
210-я моторизованная дивизия — воинское соединение Вооружённых Сил СССР в Великой Отечественной войне
Сформирована в марте 1941 года в Западном Особом военном округе на базе 4-й Донской казачьей ордена Ленина Краснознамённой ордена Красной Звезды дивизии имени т. Ворошилова.
В действующей армии с 22.06.1941 по начало августа 1941 года.
На 22.06.1941 года дислоцировалась в Осиповичах. По плану развёртывания должна была выйти из Осиповичей и сосредоточиться в лесу за шоссе Могилёв — Минск в нескольких километрах от города. Однако дивизия была перенаправлена в район Барановичей, до которых не дошла. 28.06.1941 года дивизия была поднята по тревоге и из района Дзержинска направлена в наступление в общем направлении на Слуцк с задачей перехватить пути со стороны Барановичи, Тимковичи, Синявка на Бобруйск. Дивизии была подчинена 214-я воздушно-десантная бригада. На 29.06.1941 года задача оставалась прежней, этот весь день дивизия вела безуспешный бой в районе Шишицы.
Затем отступала на восток, на 02.07.1941 года, оставив позиции на реке Птичь достигла Липень. Получила задачу закрепиться на реке Березина, в районе Якшиц была преждевременно взорвана переправа через Березину, в результате чего на правом берегу реки остались артиллерийский полк 210-й дивизии и значительное число дивизионных автомашин. На 03.07.1941 года заняла позиции по восточному берегу реки Березина на рубеже Божино, Селиба. На 07.07.1941 года — во втором эшелоне корпуса на рубеже Карченки, Новоселки, имея в составе 5 тысяч человек и девять орудий. 09.07.1941 года ведёт бои на реке Друть, затем в составе корпуса отведена на доукомплектование, затем вела бои в районе Могилёва, 13.07.1941 года принимала участие в контратаке.
Уже 11.07.1941 года вышел приказ о переформировании дивизии вновь в 4-ю кавалерийскую дивизию
КОМАНДУЮЩЕМУ ВОЙСКАМИ ЗАПАДНОГО ФРОНТА И ОРЛОВСКОГО ВОЕННОГО ОКРУГА О ВОССТАНОВЛЕНИИ 4-Й КАВАЛЕРИЙСКОЙ ДИВИЗИИ. 

Копии:инспектору кавалерии Красной Армии, начальнику организационного управления Генштаба.
 11 июля 1941 г.
  Ставка п р и к а з а л а :  
 
1. 210-ю мотодивизию (бывшая 4-я кавдивизия) вывести из боя и сосредоточить к 13 июля в район Брянска, где переформировать её в 4-ю кавалерийскую дивизию. 

2. Командующему ОрВО к указанному времени сосредоточить людской и конский состав в районе Брянска для укомплектования дивизии. 

…

Жуков
Однако на момент выхода приказа дивизия вела бои в Могилёве, с 27.07.1941 года с боями выходит из окружения в направлении Мстиславль, Шамово, западнее Дрибны, форсировала реку Сож, прошла Брянские леса и в начале августа 1941 г. остатки дивизии вышли на соединение со своими войсками в районе посёлка Клетня.
Переформирование в 4-ю Донскую кавалерийскую дивизию произошло в августе 1941 года в лесах между городами Брянск и Карачев в районе селений Крутки, Мылинка.

## Полное название
210-я моторизованная дивизия

## Подчинение
- Западный фронт, 20-й механизированный корпус — на 22.06.1941 года
- Западный фронт, 4-я армия, 20-й механизированный корпус — c 01.07.1941 года
- Западный фронт, 4-я армия, 20-й механизированный корпус — на начало июля 1941 года
- Западный фронт, 4-я армия, 61-й стрелковый корпус — c 12.07.1941 года

## Состав и дислокация
| Подразделение                                    | Дислокация |
| ------------------------------------------------ | ---------- |
| Управление                                       | Осиповичи  |
| 644-й мотострелковый полк                        | Лапичи     |
| 649-й мотострелковый полк                        | Осиповичи  |
| 130-й танковый полк                              | Осиповичи  |
| 658-й артиллерийский полк                        | м.Цель     |
| 35-й отдельный дивизион противотанковых орудий   | Лапичи     |
| 199-й отдельный зенитный артиллерийский дивизион | Осиповичи  |
| 285-й отдельный разведывательный батальон        | Лапичи     |
| 385-й лёгкий инженерный батальон                 | Лапичи     |
| 580-й отдельный батальон связи                   | Осиповичи  |
| 365-й медико-санитарный батальон                 | Осиповичи  |
| 680-й автотранспортный батальон                  | Осиповичи  |
| 123-й ремонтно-восстановительный батальон        | Осиповичи  |
| 208-й артиллерийский парковый дивизион           | м.Цель     |
| 42-я отдельная рота регулирования                | Осиповичи  |
| 480-й полевой хлебозавод                         | Осиповичи  |
| 62-я полевая почтовая станция                    |            |
| 381-я полевая касса Госбанка                     |            |
| отдельная ремонтная мастерская                   | Осиповичи  |
| военная прокуратура                              | Осиповичи  |
| 3 отделение штаба                                | Осиповичи  |

## Укомплектованность
- на 22.06.1941 года — 10104 человека.

## Командиры
- Пархоменко, Феофан Агапович, комбриг